# North (Something Corporate)
North è il terzo album dei Something Corporate pubblicato 21 ottobre 2003 dalla Drive-Thru/Geffen.

## Tracce
1. As You Sleep – 3:09
2. Space – 2:57
3. Down – 3:28
4. Only Ashes – 3:28
5. Me and the Moon – 4:07
6. The Runaway – 3:03
7. Ruthless – 3:24
8. She Paints Me Blue – 3:39
9. Break Myself – 3:16
10. I Won't Make You – 3:50
11. 21 and Invincible – 3:19
12. Miss America – 3:51

## Formazione
- Andrew McMahon - voce, piano
- Josh Partington - chitarra solista
- Clutch - basso
- Brian Ireland - batteria